# قزلیار
شهر قزلیار (به روسی: Кизляр) در کشور روسیه و در جمهوری داغستان واقع شده‌است. بیش از نیمی از جمعیت این شهر روس هستند. این شهر به خاطر شراب، کنیاک و چاقو و خنجرسازی خود شهرت دارد.
شهر قدیمی سمندر، پایتخت خزرستان به احتمال زیاد در نزدیکی قزلیار قرار داشته‌است.
ریشه نام این شهر ترکی است و برخی معنی آن را قزل‌یر (محل سرخ) و برخی قزل‌یار (صخره سرخ) و برخی قزلار (دختران) دانسته‌اند.